# لوکاس گراهام
لوکاس گراهام (انگلیسی: Lukas Graham) یک گروه موسیقی دانمارکی از شهر کپنهاگ است. معروفترین ترانه آنها ۷ سال نام دارد.